# Centrale nucléaire du Tricastin
La centrale nucléaire du Tricastin se situe sur le site nucléaire du Tricastin sur la commune de Saint-Paul-Trois-Châteaux, à 10 km de Pierrelatte, 28 km au sud de Montélimar et 50 km au nord d'Avignon. Avec les centrales de Gravelines et de Dampierre aussi mises en service en 1980, c'est la seconde centrale en activité la plus âgée du parc nucléaire français, après celle du Bugey.

## Historique
La construction de la centrale nucléaire du Tricastin a débuté en 1974, et elle a été mise en service en 1980 (T1 & T2) puis 1981 (T3 & T4). Elle comprend quatre réacteurs à eau pressurisée (REP) de 915 MW chacun, soit une puissance totale de 3 660 MW pour la centrale. La superficie du site est de 55 hectares.
Le refroidissement de la centrale est assuré par l'eau du Canal de Donzère-Mondragon (source froide). Le combustible nucléaire neuf arrive par transport routier sous forme d'assemblages fabriqués, entre autres, à la FBFC. Le combustible usé est entreposé en piscine de refroidissement pendant quelques mois, avant d'être expédié en train à l'Usine de retraitement de la Hague.
Sa proximité avec des sites aquatiques comme le Rhône ou la Gaffière, le cours d'eau qui traverse le site du Tricastin l'expose aux risques d’inondation.
La centrale produit chaque année environ 25 TWh, soit 6 % de la production électrique française. L'usine voisine d'enrichissement Eurodif, aujourd'hui en cours de démantèlement, consommait environ 15 TWh par an, soit environ les deux-tiers de la production de la centrale. Cette proximité permettait alors de limiter les pertes dues au transport de l'électricité.
Le 16 septembre 2013, l'Autorité de sûreté nucléaire (ASN) a annoncé avoir demandé à EDF une surveillance renforcée des eaux souterraines de la centrale à cause d'une « présence anormale » de tritium.
EDF finance les collectivités locales à hauteur de 14 millions d'euros par an au titre de la taxe professionnelle de la centrale du Tricastin.
Le 15 juillet 2013, plusieurs dizaines de militants de Greenpeace se sont introduits dans la centrale nucléaire de Tricastin pour réclamer la fermeture du site.
Le 17 septembre 2013, Europe Écologie Les Verts a réclamé la fermeture en urgence de la centrale.
En septembre 2016, EDF notifie au gestionnaire du réseau d'électricité que deux des quatre réacteurs de la centrale resteront arrêtés au moins jusqu'à la fin décembre, des « contrôles supplémentaires » étant nécessaires pour s'assurer que leurs générateurs de vapeur, pièces majeures de la centrale, « sont aptes à remplir leur fonction en toute sûreté ».
En décembre 2016, le Tricastin 1 est un des premiers réacteurs d'EDF à reprendre du service.
Fin septembre 2017, EDF prend acte de la décision de l’ASN lui demandant de procéder à l’arrêt provisoire des quatre unités de production de la centrale, le temps de renforcer une portion de la digue située au nord de la centrale. EDF propose à l’ASN un plan d’actions réactif en deux étapes : sous un mois, des travaux de renforcement de la digue vont être réalisés, permettant de garantir sa tenue en situation de séisme majoré de sécurité. De plus, une protection complémentaire au muret de protection périphérique existant sera opérationnelle sous quelques jours. Ce dispositif permettrait de garantir qu’il n’y aurait pas d’arrivée d’eau au niveau des réacteurs en cas de séisme majoré de sécurité pendant la période des travaux. Compte tenu de ces dispositions, le groupe considère que la sûreté des installations est garantie et que l'arrêt des réacteurs n’est pas justifié. Le 5 décembre 2017, l'ASN a autorisé EDF à redémarrer la centrale.
En février 2018, un article du JDD publie des extraits du livre « Nucléaire, danger immédiat » évoquant la centrale : « Tricastin, avec son réacteur 1, est la pire centrale du pays. Ce réacteur cumule tous les problèmes : défauts sous revêtement, absence de marge à la rupture, et dépassement des prévisions de fragilisation à quarante ans! […] Sans oublier le risque d'inondation catastrophique en cas de séisme, comme l'a relevé en septembre 2017 l'ASN […] qui ressemble potentiellement à un accident de type Fukushima ». À la suite de la publication du livre, EDF réfute ces accusations : « Dominique Minière, le directeur exécutif chargé du parc nucléaire, affirme que les faits évoqués sont soit déjà connus, soit complètement faux ».
Le 1er juin 2019, le réacteur Tricastin 1 est le premier des 58 réacteurs d'EDF à engager les travaux qui lui permettront de prolonger son exploitation de quarante à cinquante ans et d'intégrer des améliorations de sûreté introduites par l'EPR. Le chantier, qui servira de référence aux 31 autres réacteurs de 900 mégawatts, se prolongera jusqu'en 2023.
En juillet 2019, à la suite d’une consultation du public du 4 au 18 avril 2018 sur son site internet, l’ASN demande à EDF que les travaux complémentaires de renforcement de la digue, étudiés dans le cadre des mesures post-Fukushima, soient terminés avant fin 2022.
En janvier 2020, dans le cadre de la mise en œuvre de la loi sur la transition énergétique, l'électricien EDF propose au gouvernement français d’étudier la mise à l’arrêt de deux réacteurs de la centrale du Tricastin, parmi une liste de 14 réacteurs à fermer entre 2028 et 2035.
En février 2022, Emmanuel Macron indique une modification importante de cette loi sur la transition énergétique, puisque plus aucun réacteur en état de produire ne sera fermé à l'avenir, sauf pour des raisons de sûreté.
En juin 2022 une information judiciaire concernant la centrale est ouverte pour non-déclaration d’incident ou d’accident, ainsi que pour mise en danger d'autrui, faux et usage de faux.
Mi-août 2023, l'ASN donne son feu vert à EDF pour une prolongation de 10 ans supplémentaires à l'exploitation de la tranche 1 de Tricastin. C'est le premier réacteur français autorisé à poursuivre sa production d'électricité au-delà des 40 ans de durée de vie prévus lors de sa conception. En fait, les travaux de modernisation de Tricastin 1 sont terminés depuis 2019 et le réacteur a déjà 43 ans d'âge, mais les procédures d'enquête publique et d'examen du dossier par l'ASN ont duré plus longtemps que prévu. Les travaux de la quatrième visite décennale, dans le cadre du programme de Grand carénage, avaient pour objectif d'atteindre le même niveau de sûreté que pour les constructions neuves. Des équipements de sûreté du niveau de l'EPR ont été installés : un récupérateur de corium sous le bâtiment réacteur afin de dégager une zone où pourrait s'étaler du magma en cas d'accident et de fusion du combustible, ou encore des moteurs diesels « d'ultime secours » capables de prendre le relais de l'alimentation électrique de la centrale, en cas d'accident grave,.

## Caractéristiques des réacteurs
La centrale possède quatre réacteurs à eau pressurisée (REP) d'une puissance électrique nette de 915 mégawatts chacun, construits par Framatome puis exploités par Électricité de France.
La centrale de Tricastin appartient au palier dit « CP1 », comme les centrales nucléaires du Blayais, de Dampierre et de Gravelines.
Elle est exposée au risque de séisme. Lors de sa conception, c'est un séisme de 4,7 sur l'échelle de Richter qui a été choisi comme référence, et les installations sont donc prévues pour résister à un séisme de 5,2. Elle se trouve dans un grand complexe nucléaire et chimique comprenant six sites Seveso dans un rayon de 10 km.
Les caractéristiques des réacteurs en service sont les suivantes :
| Nom du réacteur | Modèle | Puissance   | Puissance   | Puissance        | Début construction | Raccordement au réseau | Mise en service commercial | 1re visite décennale              | 2e visite décennale                  | 3e visite décennale                | 4e visite décennale                |
| Nom du réacteur | Modèle | Nette (MWe) | Brute (MWe) | Thermique (MWth) | Début construction | Raccordement au réseau | Mise en service commercial | 1re visite décennale              | 2e visite décennale                  | 3e visite décennale                | 4e visite décennale                |
| --------------- | ------ | ----------- | ----------- | ---------------- | ------------------ | ---------------------- | -------------------------- | --------------------------------- | ------------------------------------ | ---------------------------------- | ---------------------------------- |
| Tricastin-1     | CP1    | 915         | 955         | 2785             | 1er novembre 1974  | 31 mai 1980            | 1er décembre 1980          | 30 juin 1990 au 30 octobre 1990   | 28 novembre 1998 au 06 juillet 1999  | 02 mai 2009 au 16 août 2009        | 01 juin 2019 au 23 décembre 2019   |
| Tricastin-2     | CP1    | 915         | 955         | 2785             | 1er décembre 1974  | 7 août 1980            | 1er décembre 1980          | 09 février 1991 au 22 mai 1991    | 1er juillet 2000 au 11 novembre 2000 | 15 janvier 2011 au 20 mai 2011     | 06 février 2021 au 26 juillet 2021 |
| Tricastin-3     | CP1    | 915         | 955         | 2785             | 1er avril 1975     | 10 février 1981        | 11 mai 1981                | 06 juin 1992 au 26 septembre 1992 | 13 octobre 2001 au 6 mars 2002       | 28 avril 2012 au 12 septembre 2012 | 12 mars 2022 au 21 novembre 2022   |
| Tricastin-4     | CP1    | 915         | 955         | 2785             | 1er mai 1975       | 12 juin 1981           | 1er novembre 1981          | 21 novembre 1992 au 06 mars 1993  | 15 mai 2004 au 28 septembre 2004     | 30 août 2014 au 30 décembre 2014   | 20 janvier 2024 au 16 juillet 2024 |

## Projet EPR2
La centrale du Tricastin faisait partie des sites envisagés pour la construction de la troisième paire de réacteur EPR 2 en Auvergne-Rhône-Alpes. Le Conseil de politique nucléaire du 19 juillet 2023, retient finalement le site du Bugey. Néanmoins, les études techniques et les analyses se poursuivront sur le site de Tricastin, dans la perspective d’accueillir d'éventuels futurs réacteurs nucléaires.